# Liste der Baudenkmäler in Nittenau
Auf dieser Seite sind die Baudenkmäler in der Oberpfälzer Stadt Nittenau zusammengestellt. Diese Tabelle ist eine Teilliste der Liste der Baudenkmäler in Bayern. Grundlage ist die Bayerische Denkmalliste, die auf Basis des Bayerischen Denkmalschutzgesetzes vom 1. Oktober 1973 erstmals erstellt wurde und seither durch das Bayerische Landesamt für Denkmalpflege geführt wird. Die folgenden Angaben ersetzen nicht die rechtsverbindliche Auskunft der Denkmalschutzbehörde.
 Diese Liste gibt den Fortschreibungsstand vom 29. März 2018 wieder und umfasst 55 Baudenkmäler.

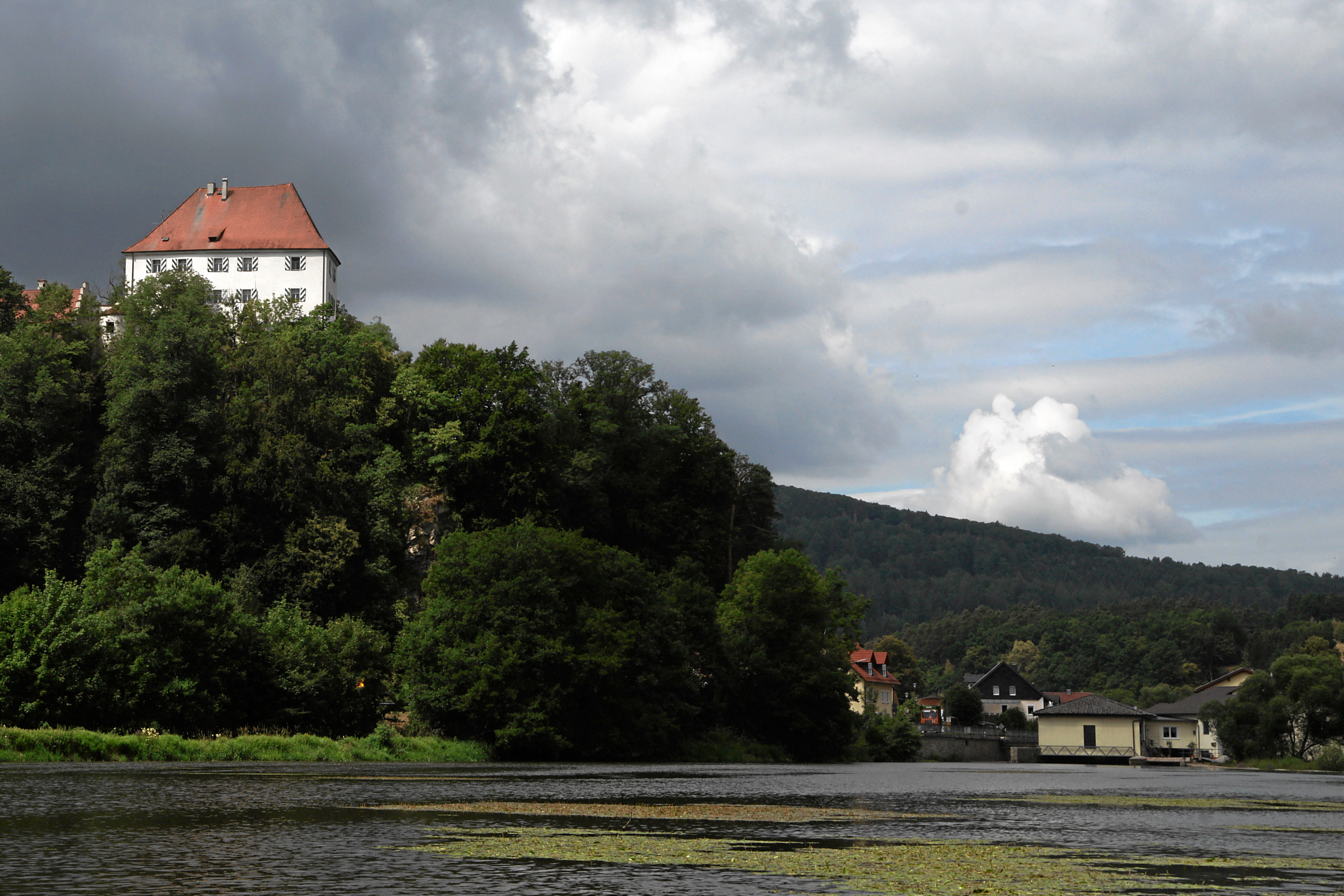
Schloss Stefling über dem Regen

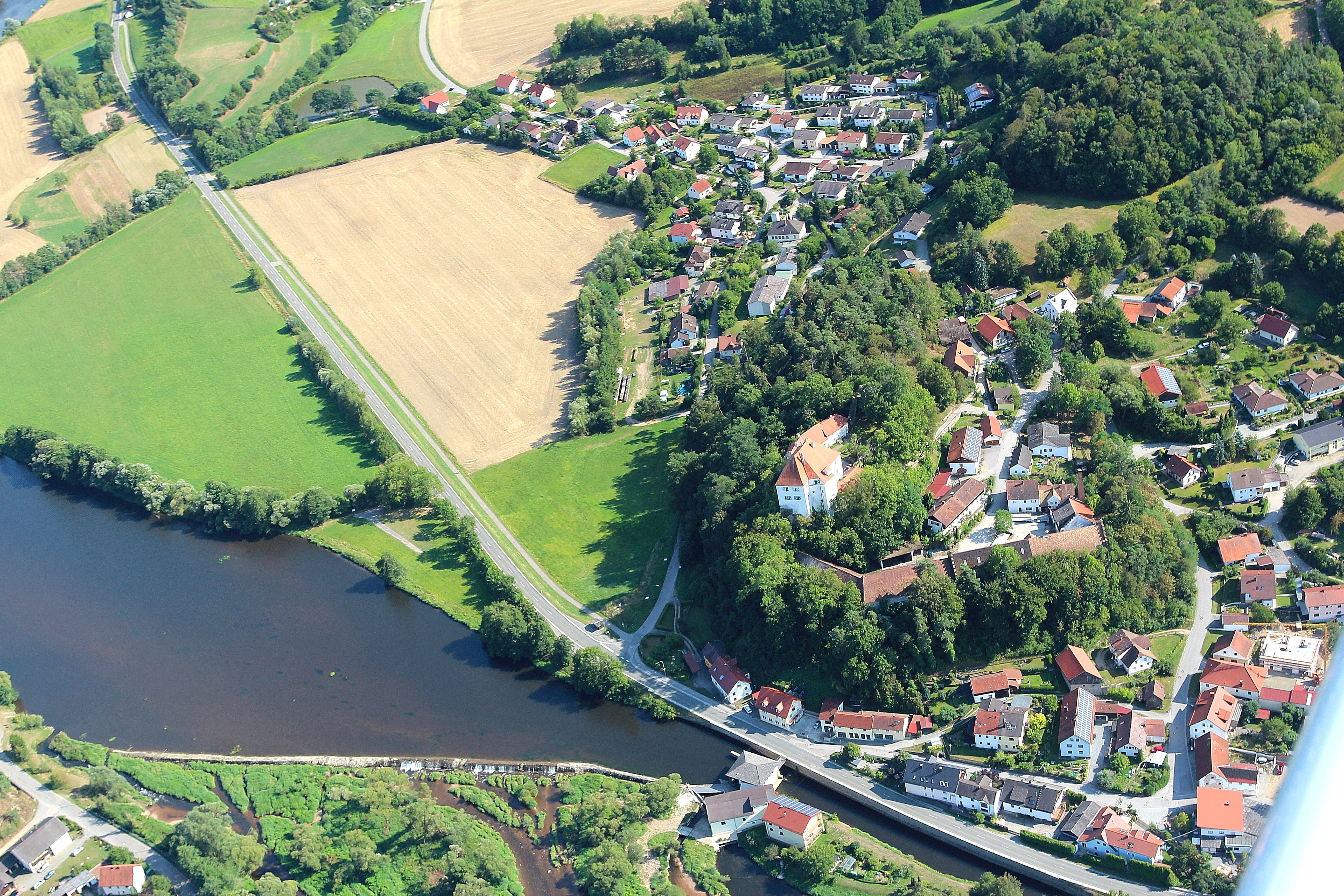
Stefling von oben

## Ensembles

### Ensemble Ortskern Fischbach

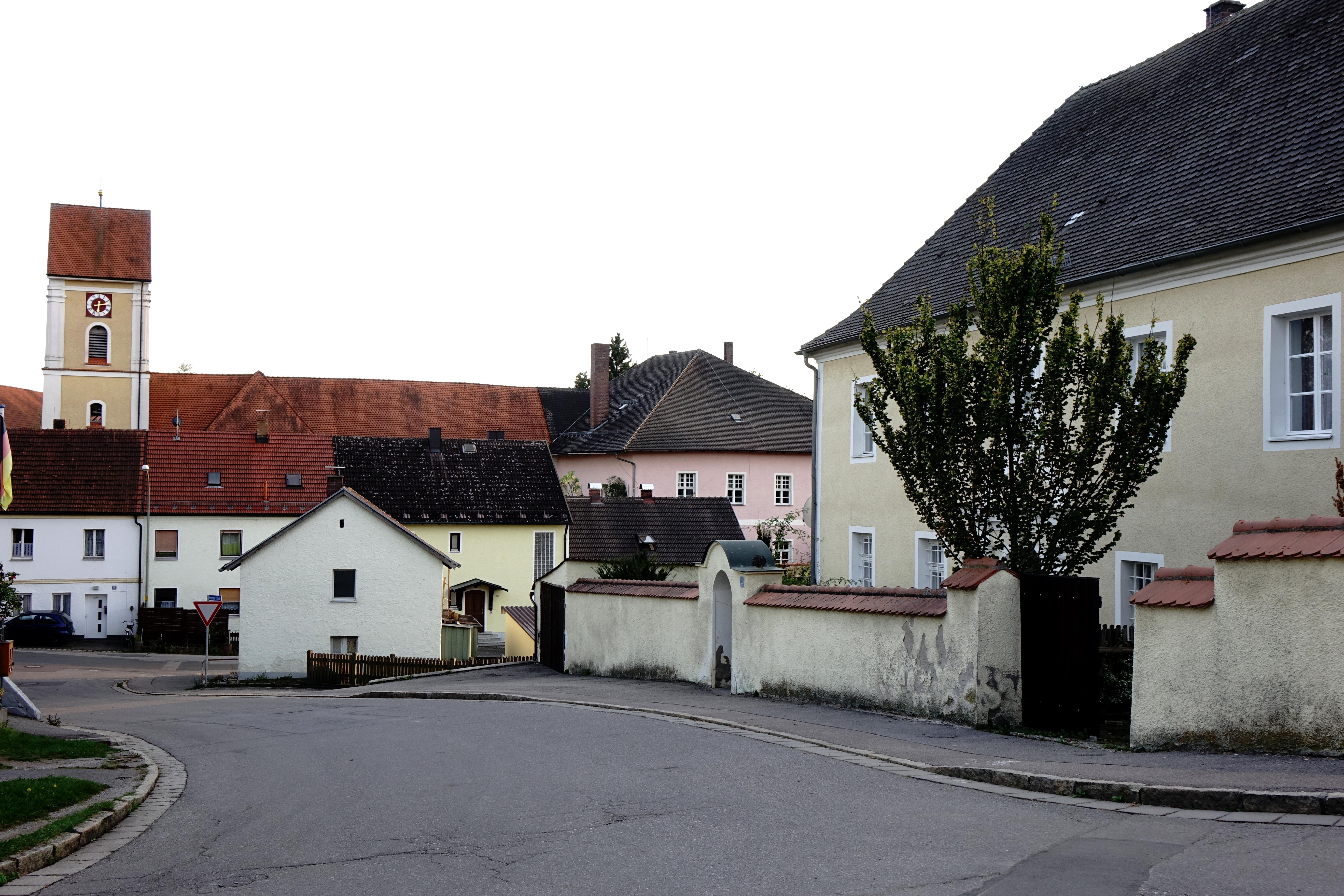

Das Ensemble umfasst den Ortskern mit seiner spätbarocken Bebauung. Schloss, Schlossgut, Kirche, Schule, Pfarrhof, Bedienstetenwohnungen und Bauernhöfe sind Zeugen der Zentralfunktionen, die sich an dem Adelssitz herausgebildet haben. Die Kirche ist als Pfarr- und Schlosskirche in unmittelbarem baulichen Zusammenhang mit dem Schloss und dessen Ökonomiehof. Aktennummer: E-3-76-149-1.

## Ortsbefestigung
| Lage                                | Objekt                                                          | Beschreibung                                                                       | Akten-Nr.     | Bild                                                            |
| ----------------------------------- | --------------------------------------------------------------- | ---------------------------------------------------------------------------------- | ------------- | --------------------------------------------------------------- |
| Sankt-Wolfgang-Straße 18 (Standort) | Turm der ehemaligen Marktbefestigung, sogenannter Schwalbenturm | 15. Jahrhundert, Umbauphase durch Bautafel gekennzeichnet, bezeichnet mit „1832“.  | D-3-76-149-83 | Turm der ehemaligen Marktbefestigung, sogenannter Schwalbenturm |
| Unterer Torweg (Standort)           | Turm der ehemaligen Marktbefestigung, sogenannter Spatzenturm   | 15. Jahrhundert, einbezogen in einen Wohnhausbau.                                  | D-3-76-149-84 | Turm der ehemaligen Marktbefestigung, sogenannter Spatzenturm   |
| Unterer Torweg 28 (Standort)        | Reste der ehemaligen Marktbefestigung                           | In ein (mittlerweile teilweise abgerissenes) Wohnhaus integriert, 15. Jahrhundert. | D-3-76-149-75 | BW                                                              |

## Baudenkmäler nach Ortsteilen

### Nittenau
| Lage                                                                          | Objekt                                                     | Beschreibung | Akten-Nr.     | Bild                                    |
| ----------------------------------------------------------------------------- | ---------------------------------------------------------- | --- | ------------- | --------------------------------------- |
| Am Burghof 4 (Standort)                                                       | Ehemaliges Burggut                                         | Dreigeschossiger Walmdachbau, im südlichen Teil Reste eines romanischen Wohnturmes, Neubau nach Brand 1779, Umbau zur Nutzung als Rathaus und Schule mit Aufstockung des Obergeschosses, 1816. | D-3-76-149-1  | weitere Bilder                          |
| Am Burghof 6 (Standort)                                                       | Wohnhaus                                                   | Zweigeschossiger Krüppelwalmdachbau über unregelmäßigem Grundriss, im Kern 17. Jahrhundert, Obergeschoss und Erker 1934. | D-3-76-149-2  | Wohnhaus                                |
| Am Burghof 20 (Standort)                                                      | Ehemaliges Ackerbürgerhaus                                 | Zweigeschossiger Flachsatteldachbau mit Schweifgiebel, 18./19. Jahrhundert, Aufstockung bezeichnet mit „1918“. | D-3-76-149-3  | BW                                      |
| Gerichtsstraße 4 (Standort)                                                   | Wohnhaus                                                   | Eingeschossiger Satteldachbau, im Kern wohl 17. Jahrhundert. | D-3-76-149-6  | BW                                      |
| Gerichtsstraße 5; Gerichtsstraße 7 (Standort)                                 | Ehemaliges Gasthaus mit Austragshaus                       | Zweigeschossiger Satteldachbau des 17. Jahrhunderts und zweigeschossiger Walmdachbau des 19. Jahrhunderts, mit gleichzeitiger Überformung des älteren Austragshauses, mit unterschiedlichem Geschossniveau und Putzgliederung. | D-3-76-149-7  | BW                                      |
| Gerichtsstraße 11; Gartenweg 26; Gerichtsstraße 13 (Standort)                 | Ehemaliges Amtsgerichtsgefängnis                           | Zweigeschossiger Neubarockbau mit Fassadengliederung und Mansardwalmdach, mittige Risalite an den Langseiten mit Halbwalmdächern, 1903; Nebengebäude mit Halbwalmdach, bauzeitlich; Gefängnishofmauer mit großem Tor, bauzeitlich.                                                                                                 | D-3-76-149-8  | weitere Bilder                          |
| Gerichtsstraße 13; Gerichtsstraße (Standort)                                  | Ehemaliges Amtsgericht, jetzt Rathaus                      | L-förmiger, zweigeschossiger Neubarockbau mit Fassadengliederung und Mansardwalmdach, risalitartige Vorsprünge mit Zwerchhaus und Schweifgiebel, Eingangsportal mit Muschelkalk, bezeichnet mit „1903“; Nebengebäude mit Halbwalmdach, bauzeitlich; Einfriedung mit Eisengitterzaun.                                               | D-3-76-149-9  | weitere Bilder                          |
| Hauptstraße 23 (Standort)                                                     | Wohn- und Geschäftshaus                                    | Neubarocker Mansarddachbau mit Erker, um 1910. | D-3-76-149-11 | Wohn- und Geschäftshaus                 |
| Kirchplatz 8 (Standort)                                                       | Katholische Pfarrkirche Mariä Geburt (Neubau von 1977)     | Chor der ehemaligen Pfarrkirche Unsere Liebe Frau von 1782 und Turm von 1779, beides im Kern gotisch; mit Ausstattung. | D-3-76-149-12 | weitere Bilder                          |
| Kolpingstraße 10 (Standort)                                                   | Wohnhaus                                                   | Zweigeschossiger Satteldachbau, 17. Jahrhundert, Fensterrahmungen und rustizierte Gebäudekanten um 1920. | D-3-76-149-13 | BW                                      |
| Lindach (Standort)                                                            | Feldkapelle, sogenannte Denkkapelle                        | Satteldachbau mit Chorraum und Schweifgiebel, 18. Jahrhundert. | D-3-76-149-22 | BW                                      |
| Marktplatz 5; Kirchplatz; Kirchplatz 4; Kirchplatz 6; Kirchplatz 8 (Standort) | Sogenannter Storchenturm                                   | Wehrturm der ehemaligen Kirchhofbefestigung, mit Durchfahrt und Treppengiebel, 15. Jahrhundert, Brandschäden 1779; ehemalige Marktschreiberwohnung, jetzt Wohn- und Geschäftshaus, zweigeschossiger Satteldachbau, im Kern 17. Jahrhundert, Umbau im 19. Jahrhundert und 20. Jahrhundert; Rest der Kirchhofmauer, 15. Jahrhundert. | D-3-76-149-14 | Sogenannter Storchenturm                |
| Nähe Jahnweg (Standort)                                                       | Figur des heiligen Johannes von Nepomuk                    | Sandstein, 19. Jahrhundert. | D-3-76-149-10 | Figur des heiligen Johannes von Nepomuk |
| Nähe Kr SAD 11 (Standort)                                                     | Feldkapelle, sogenannte Heindl-Kapelle bzw. Heilandkapelle | Verputzter Satteldachbau, bezeichnet mit „1829“. | D-3-76-149-23 | BW                                      |
| Regenweg 1 (Standort)                                                         | Friedhofskapelle                                           | Verputzter Satteldachbau mit Schweifgiebel, 18. Jahrhundert; mit Ausstattung. | D-3-76-149-16 | Friedhofskapelle                        |
| Unterer Torweg 2 (Standort)                                                   | Wohnhaus, ehemals südlicher Flankenbau des Unteren Tores   | Zweigeschossiger Satteldachbau mit Erker, 1793, umgebaut 1860 und 1950. | D-3-76-149-19 | weitere Bilder                          |
| Unterer Torweg 22 (Standort)                                                  | Kelleranlage des 17. Jahrhunderts                          | In einen Wiederaufbau des sogenannten „Fünffingerhauses“ von 1995/96 integriert. | D-3-76-149-21 | BW                                      |

### Asang
| Lage                | Objekt                               | Beschreibung                                                    | Akten-Nr.     | Bild |
| ------------------- | ------------------------------------ | --------------------------------------------------------------- | ------------- | ---- |
| Asang 18 (Standort) | Katholische Kirche St. Maria Königin | Saalbau mit Dachreiter, bezeichnet mit „1891“; mit Ausstattung. | D-3-76-149-24 | BW   |

### Bergham
| Lage                                                        | Objekt                      | Beschreibung                                                                     | Akten-Nr.     | Bild                        |
| ----------------------------------------------------------- | --------------------------- | -------------------------------------------------------------------------------- | ------------- | --------------------------- |
| Walderbacher Straße 15; Nähe Walderbacher Straße (Standort) | Ehemaliges Forstamtsgebäude | Zweigeschossiger Walmdachbau mit Portalerker, um 1910; Einfriedung, bauzeitlich. | D-3-76-149-25 | Ehemaliges Forstamtsgebäude |

### Bleich
| Lage                 | Objekt    | Beschreibung | Akten-Nr.     | Bild |
| -------------------- | --------- | --- | ------------- | ---- |
| Bleich 12 (Standort) | Flurkreuz | Granitstele mit aufgesetztem, gemaltem Madonnenbild, darüber Kruzifix mit Strahlenkranz, Stele bezeichnet mit „1850“. | D-3-76-149-70 | BW   |

### Bodenstein
| Lage                                    | Objekt        | Beschreibung | Akten-Nr.     | Bild           |
| --------------------------------------- | ------------- | --- | ------------- | -------------- |
| Bodenstein 23; in Bodenstein (Standort) | Schlossanlage | Zwei- bzw. dreigeschossiger Vierflügelbau, Umfassungsmauer teilweise mittelalterlich, im 18. und 19. Jahrhundert verändert; dreibogige Steinbrücke über den Graben, wohl 16./17. Jahrhundert; Wirtschaftshof mit Remise, Stallgebäude und Scheunen, 2. Hälfte 19. Jahrhundert, durch Graben getrennt vor der Eingangsseite; Teile der Stützmauern, bauzeitlich und später. | D-3-76-149-26 | weitere Bilder |

### Dobl
| Lage                                                   | Objekt      | Beschreibung                    | Akten-Nr.     | Bild |
| ------------------------------------------------------ | ----------- | ------------------------------- | ------------- | ---- |
| Auf der Heide; von Untermainsbach nach Dobl (Standort) | Feldkapelle | Verputzter Satteldachbau, 1863. | D-3-76-149-28 | BW   |

### Eckartsreuth
| Lage                       | Objekt      | Beschreibung                                                                        | Akten-Nr.     | Bild |
| -------------------------- | ----------- | ----------------------------------------------------------------------------------- | ------------- | ---- |
| In Eckartsreuth (Standort) | Ortskapelle | Verputzter Feldsteinbau mit Satteldach und Dachreiter, 1897, Bronzeglocke von 1882. | D-3-76-149-29 | BW   |

### Elendhof
| Lage               | Objekt                                                                           | Beschreibung | Akten-Nr.     | Bild           |
| ------------------ | -------------------------------------------------------------------------------- | ------------ | ------------- | -------------- |
| St 2150 (Standort) | Sühnekreuz aus Granit mit Darstellung des Gekreuzigten und des heiligen Johannes | Spätgotisch. | D-3-76-149-30 | weitere Bilder |

### Fischbach
| Lage                                                                         | Objekt                                                     | Beschreibung | Akten-Nr.     | Bild                  |
| ---------------------------------------------------------------------------- | ---------------------------------------------------------- | --- | ------------- | --------------------- |
| Johanneszell (Standort)                                                      | Kapelle St. Johannes von Nepomuk                           | Rundbau mit Kegeldach und Volutengiebel, bezeichnet mit „1754“; mit Ausstattung. | D-3-76-149-36 | weitere Bilder        |
| Nerpinger Straße 1 (Standort)                                                | Ehemaliger Pfarrhof                                        | Zweigeschossiger Walmdachbau mit Barockportal, 1731; gemauerte Einfriedung mit Rundbogeneingang, bauzeitlich. | D-3-76-149-31 | Ehemaliger Pfarrhof   |
| Nittenauer Straße 16 (Standort)                                              | Ehemaliges Schulhaus                                       | Zweigeschossiger Eckbau mit Satteldach und zwei barocken Wappensteinen an der nordöstlichen Gebäudekante, im Kern 18. Jahrhundert. | D-3-76-149-32 | BW                    |
| Nittenauer Straße 18; Nittenauer Straße 6; Nähe Nittenauer Straße (Standort) | Ehemaliges Schloss, jetzt gräfliches Forstamt              | Zweigeschossiger Walmdachbau, 1726/27, im Kern älter, 1860 Ecktürme und oberstes Stockwerk entfernt, Ostseite mit Kirche verbunden; an der Westecke des Schlosses Anbau mit Pultdach und Tordurchfahrt mit Kreuzgewölbe, bauzeitlich; Teile der Schlossmauer.          | D-3-76-149-33 | weitere Bilder        |
| Nittenauer Straße 20 (Standort)                                              | Ehemaliges Schlossgut                                      | Wohnhaus, ehemaliges Brauhaus, zweigeschossiger Satteldachbau mit gewölbtem Pferdestall im Südwesten, bezeichnet mit „1869“, im Kern älter; ein- bzw. zweigeschossige Ökonomiegebäude, 17.–19. Jahrhundert (östliche Scheune Neubau).                                  | D-3-76-149-34 | Ehemaliges Schlossgut |
| Nittenauer Straße 22 (Standort)                                              | Katholische Pfarr- und ehemalige Schlosskirche St. Jacobus | Westlich an das Schloss angebaut, kreuzförmige Saalkirche, 1725/26, östlicher Chorturm mit Satteldachabschluss von 1840, Sakristeianbau von 1917, Aufstockung 1937; mit Ausstattung; gemauerte Einfriedung mit Sandsteintorpfosten und Eisengitter, 1903.              | D-3-76-149-35 | weitere Bilder        |
| Schlossruine Stockenfels; Nähe Schlossruine Stockenfels (Standort)           | Burgruine Stockenfels                                      | Spätromanische Rechteckanlage; Wohnturm, Anfang 14. Jahrhundert, Aufstockung um 1515; Küchengebäude und Wohnbau, Wiederaufbau nach dem Dreißigjährigen Krieg; Brunnen im Hof; Reste der rechteckigen Vorburg, 14. Jahrhundert; Teil der Zwingermauer, 14. Jahrhundert. | D-3-76-149-37 | weitere Bilder        |

### Forsting
| Lage                  | Objekt                                     | Beschreibung     | Akten-Nr.     | Bild |
| --------------------- | ------------------------------------------ | ---------------- | ------------- | ---- |
| Steigäcker (Standort) | Bildstock mit großer Nische und Satteldach | 19. Jahrhundert. | D-3-76-149-38 | BW   |

### Geiseck
| Lage                  | Objekt      | Beschreibung                                       | Akten-Nr.     | Bild |
| --------------------- | ----------- | -------------------------------------------------- | ------------- | ---- |
| Hirtenfeld (Standort) | Feldkapelle | Kleiner verputzter Satteldachbau, 19. Jahrhundert. | D-3-76-149-39 | BW   |

### Goppeltshof
| Lage                 | Objekt  | Beschreibung                                                                | Akten-Nr.     | Bild |
| -------------------- | ------- | --------------------------------------------------------------------------- | ------------- | ---- |
| Holzgrund (Standort) | Kapelle | Verputzter Satteldachbau mit auf Pfeilern abgestütztem Dachüberstand, 1925. | D-3-76-149-40 | BW   |

### Hinterberg
| Lage                    | Objekt  | Beschreibung                            | Akten-Nr.     | Bild           |
| ----------------------- | ------- | --------------------------------------- | ------------- | -------------- |
| Große Felder (Standort) | Kapelle | Kleiner verputzter Satteldachbau, 1910. | D-3-76-149-42 | weitere Bilder |

### Hof a. Regen
| Lage                                                            | Objekt                                | Beschreibung | Akten-Nr.     | Bild           |
| --------------------------------------------------------------- | ------------------------------------- | --- | ------------- | -------------- |
| Hof a. Regen 38–56; Hof a. Regen 22; in Hof a. Regen (Standort) | Ehemalige mittelalterliche Burganlage | Um kleinen unregelmäßigen Burghof, heute überwiegend Wohnhäuser aus Bruchsteinmauerwerk, nach Brand von 1899 über mittelalterlichem Kern errichtet, zum Teil zweite Hälfte 20. Jahrhundert ausgebaut; Hausnr. 22, Einfahrt in die ehemalige Vorburg, Fragment des barocken Torbogens, 17. Jahrhundert; Hausnr. 38, zweigeschossiger Satteldachbau über Resten des Brauereilagers; Hausnr. 40, zweigeschossiger Satteldachbau über Resten verschiedener Zimmer, u. a. dem sogenannten „ausspalierten Zimmer“; Hausnr. 42, zweigeschossiger Satteldachbau über Resten des sogenannten „ausspalierten Zimmers“; Hausnr. 44, erdgeschossiger Flachsatteldachbau über Resten eines großen Zimmers; Hausnr. 46, zweigeschossiger Flachsatteldachbau über Resten der Küche und der Flez; Hausnr. 48, eingeschossiger Satteldachbau über Resten der Flez und eines Zimmers; Hausnr. 50, Wehrturm der Burganlage mit ehemaliger Doppelkapelle und profanem Obergeschoss, Granitquadermauerwerk mit Satteldach, Teil der Burganlage, 12. Jahrhundert, Umgestaltungen um 1489 und später; Hausnr. 52, zweigeschossiger Satteldachbau über Resten des sogenannten „Großen Zimmers“ und eines angrenzenden Kämmerchens; Hausnr. 54, erdgeschossiger Satteldachbau, im Kern mittelalterlich, vorderer Teil 18. Jahrhundert; Hausnr. 56, erdgeschossiger Satteldachbau über Resten der Brauerei, mit kreuzgratgewölbter Durchfahrt und Zugang zur sogenannten Folterkammer; Fragmente eines Kellers im Bereich der Vorburg, wohl 19. Jahrhundert. | D-3-76-149-67 | weitere Bilder |
| Hof a. Regen 82 (Standort)                                      | Ehemaliges Wohnstallhaus              | Eingeschossiger Halbwalmdachbau mit Zwerchhaus, 18. Jahrhundert. | D-3-76-149-50 | BW             |

### Höflarn
| Lage                   | Objekt      | Beschreibung                       | Akten-Nr.     | Bild |
| ---------------------- | ----------- | ---------------------------------- | ------------- | ---- |
| Zeitlreiser (Standort) | Feldkapelle | Verputzter Satteldachbau, um 1900. | D-3-76-149-43 | BW   |

### Königshof
| Lage                   | Objekt   | Beschreibung | Akten-Nr.     | Bild |
| ---------------------- | -------- | --- | ------------- | ---- |
| Königshof 1 (Standort) | Wohnhaus | Teil des ehemaligen Schlossgutes, dreigeschossiger Walmdachbau, im Kern 1645, wohl im 18. Jahrhundert aufgestockt. | D-3-76-149-52 | BW   |

### Michelsberg
| Lage                     | Objekt                                   | Beschreibung | Akten-Nr.     | Bild |
| ------------------------ | ---------------------------------------- | --- | ------------- | ---- |
| Michelsberg 4 (Standort) | Katholische Wallfahrtskirche St. Michael | Quadratische Saalkirche mit eingezogenem, polygonalem Chor, Vorzeichen mit Satteldach und Glockengiebel, gotisch, Umbau um 1850; mit Ausstattung. | D-3-76-149-53 | BW   |

### Obermainsbach
| Lage                       | Objekt                         | Beschreibung                                                                                  | Akten-Nr.     | Bild                           |
| -------------------------- | ------------------------------ | --------------------------------------------------------------------------------------------- | ------------- | ------------------------------ |
| Obermainsbach 4 (Standort) | Villa, sogenanntes Schlösschen | Zweigeschossiger Mansardwalmdachbau mit polygonalem Erker, um 1910; Einfriedung, bauzeitlich. | D-3-76-149-55 | Villa, sogenanntes Schlösschen |

### Oed
| Lage              | Objekt      | Beschreibung                                                                                                | Akten-Nr.     | Bild |
| ----------------- | ----------- | --- | ------------- | ---- |
| In Oed (Standort) | Ortskapelle | Verputzter Ziegelbau mit Säulen gestütztem offenen Vorbau, Satteldach und Figurennische im Giebel, 1920/21. | D-3-76-149-78 | BW   |

### Reisach
| Lage            | Objekt                              | Beschreibung                                    | Akten-Nr.     | Bild |
| --------------- | ----------------------------------- | ----------------------------------------------- | ------------- | ---- |
| Rast (Standort) | Feldkapelle, sogenannte Rastkapelle | Satteldachbau mit Traufgesims, 18. Jahrhundert. | D-3-76-149-56 | BW   |

### Sankt Martin
| Lage               | Objekt     | Beschreibung                       | Akten-Nr.     | Bild |
| ------------------ | ---------- | ---------------------------------- | ------------- | ---- |
| St 2150 (Standort) | Wegkapelle | Verputzter Satteldachbau, um 1900. | D-3-76-149-57 | BW   |

### Stadl
| Lage                | Objekt      | Beschreibung                                           | Akten-Nr.     | Bild |
| ------------------- | ----------- | ------------------------------------------------------ | ------------- | ---- |
| Stadl 11 (Standort) | Ortskapelle | Verputzter Satteldachbau mit Vorraum, 18. Jahrhundert. | D-3-76-149-58 | BW   |

### Stefling
| Lage                                                                             | Objekt                                            | Beschreibung | Akten-Nr.     | Bild           |
| -------------------------------------------------------------------------------- | ------------------------------------------------- | --- | ------------- | -------------- |
| Am Schloßberg 1; Am Schloßberg 3; Am Schloßberg 5; Am Schloßberg 6 (Standort)    | Schloss Stefling                                  | Romanische Anlage des 12/13. Jahrhunderts; Hauptbau, dreigeschossiger Walmdachbau, 1730–48 über mittelalterlichem Vorgängerbau; Sogenanntes Kapuzinerstüberl, eingeschossiger Satteldachbau neben dem Hauptbau, 15./16. Jahrhundert; ehemalige Küche, eingeschossiger Satteldachbau, an einer Seite mit Stufengiebel, Eingangsrisalit mit Traufgesims, 18. Jahrhundert, im Kern 12./13. Jahrhundert; sogenanntes Försterhaus, ehemalige Kanzlei mit Försterwohnung, zweigeschossiger Walmdachbau, im Kern 12./13. Jahrhundert; Rest des Bergfrieds, 12./13. Jahrhundert; Schlosskapelle Hl. Bartholomäus, 1859 erneuert; Befestigungsmauern; unteres Burgtor. | D-3-76-149-59 | weitere Bilder |
| Am Schloßberg 6; Am Schloßberg 12; Am Schloßberg 14; Am Schloßberg 16 (Standort) | Ehemaliger Wirtschaftshof des Schlosses Stefling  | Zweigeschossiges Wohnhaus, Satteldachbau mit hofseitiger Altane, um 1877; Brennerei, eingeschossiges Backsteingebäude mit Stufengiebel und großer Dachgaube, um 1910; Stall-Stadel-Gebäude mit holzverschaltem Obergeschoss und Stufengiebel, Ende 19. Jahrhundert; daran anschließender massiver Stadel, um 1900; holzverschalte Remise mit Freiständer, bezeichnet mit „1875“. | D-3-76-149-64 | BW             |
| Stefling 34 (Standort)                                                           | Backhaus                                          | Bruchsteinbau mit Satteldach, 19./20. Jahrhundert. | D-3-76-149-79 | BW             |
| Willi-Ulfig-Weg (Standort)                                                       | Kriegergedächtniskapelle, sogenannte Jehl-Kapelle | Verputzter Satteldachbau, mit Giebelnische, über Vorgängerbau, um 1900. | D-3-76-149-60 | BW             |

### Thann
| Lage               | Objekt      | Beschreibung                                | Akten-Nr.     | Bild |
| ------------------ | ----------- | ------------------------------------------- | ------------- | ---- |
| Thann 5 (Standort) | Ortskapelle | Verputzter Satteldachbau mit Vorraum, 1910. | D-3-76-149-63 | BW   |

### Waldhaus Einsiedel
| Lage                           | Objekt                                              | Beschreibung | Akten-Nr.     | Bild           |
| ------------------------------ | --------------------------------------------------- | --- | ------------- | -------------- |
| Abteilung Einsiedel (Standort) | Katholische Wallfahrtskapelle Sankt Maria Magdalena | Quadratischer Bau mit polygonaler Apsis, errichtet 1844 mit Resten des Chors der ehemaligen Kirche von 1800, im Kern 14. Jahrhundert. | D-3-76-117-39 | weitere Bilder |